# Yvonne de Nijs
Yvonne de Nijs (Oosterhout, 2 juli 1944 – aldaar, 26 januari 2016) was een Nederlands zangeres. Zij werd bekend in de jaren zestig en werd wel de Brabantse koningin van de cover genoemd.

## Biografie
De Nijs zong evenals haar zus, broer Co en zwager geregeld in haar ouders' café De Gouden Leeuw. Op 16-jarige leeftijd benaderde ze producer Gaby Dirne en bij hem verwierf ze na een auditie een platencontract. Vervolgens bracht ze van 1962 tot en met 1984 een reeks singles uit. Voorbeelden hiervan zijn De hele wereld draait maar door (1962), Zoveel harten heb jij gebroken (1963) en Wat moet ik met parels (1965). Met Jimmy Walker (1966) behaalde ze haar enige hitsingle, met een nummer 25-notering in de Top 40 van Radio Veronica.
Hierop kwam ze met de single Anne Frank dat werd geschreven door Peter Koelewijn. Ze zong het samen met Laura Bordes die eveneens bij Gaby Dirne onder contract stond en met wie ze als Laura & Yvonne ook al eerder singles had uitgebracht. Toen Herman Emmink het nummer draaide in zijn AVRO-radioprogramma, leidde het landelijk tot boze reacties. Door alle commotie besloot Dureco het niet meer uit te brengen.
De Nijs trad geregeld op tijdens feesten en partijen, soms samen met bekende namen als Tonny Eyk, De Mounties, Ronnie Tober, André van Duin en Peter Koelewijn. Ook kwam ze gedurende de jaren in shows van Rudi Carrell.
In 1973 maakte ze deel uit van de groep Brabants Bont, met daarnaast Jack de Nijs, Leo den Hop, Jan Boezeroen en Wil de Bras. In 1975 deed ze als Mona Kirby een poging met een productie van Jack de Nijs in het Engels, getiteld Rocky mountain man. Het succes voor de single bleef echter uit. In de jaren tachtig bracht ze nog enkele singles uit onder haar voornaam, Yvonne. Na 1984 stopte ze met haar actieve solocarrière. Wel stond ze 's avonds zo nu en dan op de planken tijdens jazz-avonden of als achtergrondzangeres bij producer Ad Kraamer. Ook presenteerde ze een tijd een radioprogramma voor de Oosterhoutse ziekenomroep ROZO.
Eind 2014 werd bij haar kanker geconstateerd. Begin 2016 overleed ze hieraan op 71-jarige leeftijd.